# Aegaeon (satélite)

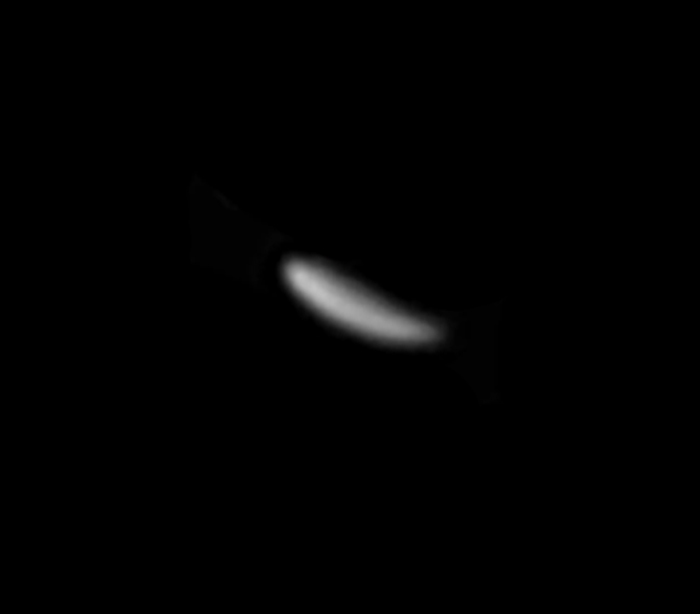
Imagem da descoberta de Aegaeon.

Aegaeon, também conhecido como Saturno LIII (designação provisória S/2008 S 1) é o segundo menor satélite natural de Saturno. Sua descoberta foi anunciada por Carolyn Porco do Cassini Imaging Science Team em 3 de março de 2009 a partir de observações feitas em 15 de agosto de 2008, pela Narrow-Angle Camera (NAC), a bordo da sonda espacial Cassini.
Aegaeon orbita Saturno dentro de um brilhante segmento do anel G, chamado de arco do anel G, correspondendo a uma das fontes de material deste. Material ejetado pelo satélite ajuda a manter o arco brilhante perto da borda interna, que se espalha e contribui para a formação de parte do anel. Aegaeon está em uma ressonância de corrotação excêntrica 7:6 com Mimas, que causa uma oscilação de 3.6 anos de 4 km em seu semieixo maior. Assumindo que ele tem o mesmo albedo de Palene, estima-se que tenha meio quilômetro de diâmetro. Ele orbita Saturno a uma distância média de 167 500 km em 0,80812 dias, com uma inclinação de 0,01° com o equador de Saturno, e excentricidade de 0,0002.
Ele recebeu o nome de Aegaeon, um dos hecatônquiros.